# Eberhard Bohne
Eberhard Bohne (* 17. Juli 1944 in Bonn) ist ein deutscher Rechtswissenschaftler.

## Leben
Bohne studierte Rechts- und Politikwissenschaften an den Universitäten Bonn und Freiburg sowie an der University of Wisconsin in Madison (Wisconsin/USA). An der Universität Köln wurde er zum Dr. iur. promoviert und erlangte den Master of Arts in Political Science an der University of Wisconsin.
1975 war Bohne Referent im Bundesministerium des Innern, Projektgruppe Regierungs- und Verwaltungsreform, 1976 erfolgte die Abordnung als wissenschaftlicher Mitarbeiter an das Institut für Angewandte Sozialforschung der Universität Köln und 1977 die Abordnung an eine Kreisverwaltung. Von 1978 bis 1986 war er Referent im Bundesministerium des Innern in der Verfassungsabteilung und der Umweltabteilung. Zudem war er von 1979 bis 1983 persönlicher Mitarbeiter des Staatssekretärs Günter Hartkopf (FDP) und 1985 Stipendiat des German Marshall Fund of the United States zur Untersuchung ökonomischer Luftreinhalteinstrumente in verschiedenen US-Bundesstaaten. Von 1987 bis 1996 leitete Bohne die Arbeitsgruppe „Grundsatzangelegenheiten des Umweltrechts und der Umweltverträglichkeit, Umweltgesetzbuch“ im Bundesministerium für Umwelt, Naturschutz und Reaktorsicherheit; von 1996 bis 2009 war er Universitätsprofessor und hatte den Lehrstuhl für Verwaltungswissenschaft, Politik und Recht im Bereich für Umwelt und Energie an der Deutschen Universität für Verwaltungswissenschaften Speyer inne; von 2009 bis 2012 war er dort Lehrstuhlvertreter.
Im September 2019 gehörte er zu den etwa 100 Staatsrechtslehrern, die sich mit dem offenen Aufruf zum Wahlrecht Verkleinert den Bundestag! an den Deutschen Bundestag wandten.

## Werke (Auswahl)
- Der informale Rechtsstaat, 1981. ISBN 3-428-05032-0
- Umweltpolitik. Grundlagen, Analysen und Perspektiven, Opladen: Westdeutscher Verlag, 1983 (mit G. Hartkopf)
- The Quest for Environmental Regulatory Integration in the European Union - Integrated Pollution Prevention and Control, Environmental Impact Assessment and Major Accident Prevention, Kluwer Law International, 2006
- The World Trade Organization: Institutional Development and Reform New York: Palgrave Macmillan, 2010